# Tribhuvanāditya
Tribhuvanāditya là một vị vua của đế quốc Khmer từ năm 1166 đến năm 1177. Ông lên ngôi sau khi ông đã giết hại Yasovarman II. Ông đã trị vì trong bối cảnh những người trung thành của Yasovarman gây loạn nhưng ông vẫn giữ được vương vị cho đến khi các lực lượng của vương quốc Champa láng giềng dưới sự lãnh đạo của Jaya Indravarman III đã xâm chiếm kinh đô Ankor. Ông đã bị Jaya Indravarman III giết chết.